# 伊卜拉欣二世
伊卜拉欣二世汗（II. İbrahim Han，？—1158年），又称阿黑马，东喀喇汗第八任可汗，阿赫马德·阿尔斯兰汗之子。
1132年，阿赫马德去世，伊卜拉欣二世继位。1134年，由于康里人和葛逻禄人反东喀喇汗，他向契丹辽朝遼德宗借兵。耶律大石得到准噶尔盆地和七河流域的草原，建立西辽，以东喀喇汗的草原国都巴拉沙衮为都城。东喀喇汗成为西辽的属国，伊卜拉欣二世被西辽封为土库曼·伊利克（突厥的王），迁居喀什噶尔，继续统治葱岭以东、天山以南的绿洲。伊斯兰历553年（1158年2月2日—1159年1月22日）去世。
| 前任： 阿赫马德·阿尔斯兰汗 | 东喀喇汗可汗 1132年—1158年 | 繼任： 穆罕默德二世 |